# Lertjärnen (Säters socken, Dalarna)
Lertjärnen är en sjö i Säters kommun i Dalarna och ingår i Dalälvens huvudavrinningsområde.